# Папендрехт
Папендрехт (нід. Papendrecht) — муніципалітет у місцевості Південна Голландія. Загальна площа склала 10.79 км², з них 1.31 км² по воді. Станом на 2014-й рік загальна кількість мешканців — 32,177 чоловік.

## Історія
Перша письмова згадка про Папендрехт датується 1105-м роком. Після того як у 1277 році на теренах сучасної громади була побудована дамба поселення стало рости. Згідно з легендою назва «Папендрехт» походить від слів, які означають появу можливості переходити річку бродом: від «papen» (у значенні нід. Rooms-Katholieken — католики) та «tricht» або «drecht». В основному мешканці поселення займалися рибальством, вирощуванням очерету та лози, тваринництвом або працювали на дамбі.
У 1816 році Папендрехт отримав статус міста та ґерб. У 1870-у році в Папендрехті було розпочато будівництво корабельні яке закінчилося у 1875 році. З її появою почався промисловий розвиток міста.

## Населення
Станом на 31 січня 2022 року населення муніципалітету становило 32174 осіб. Виходячи з площі муніципалітету 9,41 кв. км., станом на 31 січня 2022 року густота населення становила 3.419  осіб/кв. км.
За даними на 1 січня 2020 року 18,6%  мешканців муніципалітету мають емігрантське походження, у тому числі 8,4%  походили із західних країн, та 10,2%  — інших країн.